# Trachelyopterus peloichthys
Trachelyopterus peloichthys es una especie de pez de la familia Auchenipteridae en el orden de los Siluriformes.

## Morfología
• Los machos pueden llegar alcanzar los 20 cm de longitud total.

## Alimentación
Es carnívoro.

## Distribución geográfica
Se encuentran en Sudamérica: cuenca del río Maracaibo.